# Stegophilus insidiosus
Stegophilus insidiosus es una especie de peces de la familia Trichomycteridae en el orden de los Siluriformes.

## Hábitat
Es un pez de agua dulce y de clima tropical.

## Distribución geográfica
Se encuentran en Sudamérica:  cuenca del río São Francisco en Brasil.